# Імре Бода
Імре Бода (угор. Boda Imre, нар. 10 жовтня 1961, Сольнок) — угорський футболіст, що грав на позиції нападника.
Виступав, зокрема, за клуби МТК (Будапешт), «Олімпіакос» (Волос) та ОФІ, а також національну збірну Угорщини.
Чемпіон Угорщини. 

## Клубна кар'єра
У дорослому футболі дебютував 1980 року виступами за команду клубу МТК (Будапешт), в якій провів сім сезонів. 1987 року виборов у складі цієї команди титул чемпіона Угорщини.
1988 року грав за «Вашаш», того ж року перебрався до Греції, ставши гравцем «Олімпіакоса»  (Волос). Протягом першого ж сезону у цій команді забив 20 голів за «Олімпіакос», ставши найкращим бомбардиром грецької футбольної першості. 
Проте вже 1990 року перейшов до клубу ОФІ. Відіграв за іракліонський клуб наступні два сезони своєї ігрової кар'єри. Протягом 1992—1993 років знову захищав кольори команди волоського «Олімпіакоса». 
Завершив професійну ігрову кар'єру на батьківщині у клубі БВСК, за команду якого виступав протягом 1993—1994 років.

## Виступи за збірну
1986 року дебютував в офіційних матчах у складі національної збірної Угорщини. Протягом кар'єри у національній команді, яка тривала 4 роки, провів у формі головної команди країни лише 8 матчів, забивши 3 голи.
| Дата       | Місто    | Господарі | Результат | Гості      | Турнір            | Голи | Примітки |
| ---------- | -------- | --------- | --------- | ---------- | ----------------- | ---- | -------- |
| 15/10/1986 | Будапешт | Угорщина  | 0 – 1     | Нідерланди | Відбір до ЧЄ 1988 | -    |          |
| 12/11/1986 | Афіни    | Греція    | 2 – 1     | Угорщина   | Відбір до ЧЄ 1988 | 1    |          |
| 08/02/1987 | Нікосія  | Кіпр      | 0 – 1     | Угорщина   | Відбір до ЧЄ 1988 | 1    |          |
| 08/03/1989 | Будапешт | Угорщина  | 0 – 0     | Ірландія   | Відбір до ЧС 1990 | -    |          |
| 12/04/1989 | Будапешт | Угорщина  | 1 – 1     | Мальта     | Відбір до ЧС 1990 | 1    |          |
| 04/06/1989 | Дублін   | Ірландія  | 2 – 0     | Угорщина   | Відбір до ЧС 1990 | -    |          |
| 11/10/1989 | Будапешт | Угорщина  | 2 – 2     | Іспанія    | Відбір до ЧС 1990 | -    |          |
| 25/10/1989 | Будапешт | Угорщина  | 1 – 1     | Греція     | товариський матч  | -    |          |
| Усього     |          | Матчів    | 8         |            | Голів             | 3    |          |

## Титули і досягнення
- Чемпіон Угорщини (1):

МТК (Будапешт):  1986-1987
- Найкращий бомбардир чемпіонату Греції (1):

1988-1989 (20 голів)